# 1978 aux échecs
| Années des échecs : 1975 - 1976 - 1977 - 1978 - 1979 - 1980 - 1981    |
| Décennies des échecs : 1940 - 1950 - 1960 - 1970 - 1980 - 1990 - 2000 |

Cet article présente les faits marquants de l'année 1978 aux échecs.

## Événements majeurs
Anatoli Karpov remporte le Championnat du monde d'échecs 1978 qui l'oppose à Viktor Kortchnoï.

## Championnats nationaux
- Albanie : Fatos Muço[1]

- Argentine : Jaime Emma remporte le championnat[2],[3]. Chez les femmes, Julia Arias s’impose.
- Autriche : Pas de championnat[4]. Chez les femmes, Margit Hennings[5] s’impose[6].
- Belgique : Richard Meulders remporte le championnat[7]. Chez les femmes, pas de championnat [8].
- Birmanie : Tim Swam[9]
- Brésil: Alexandru Segal remporte le championnat[10]. Chez les femmes, c’est Ligia de Abreu Carvalho qui s’impose.
- Canada : Jean Hébert remporte le championnat[11]. Chez les femmes, Nava Shterenberg s’impose[12].
- Chine :  Qi Jingxuan remporte le championnat[13].
- Écosse : Paul Motwani remporte le championnat.

- Espagne : Manuel Rivas Pastor remporte le championnat[14]. Chez les femmes, c’est Nieves Garcia qui s’impose[15].
- États-Unis : Lubomir Kavalek remporte le championnat[16]. Chez les femmes, Diane Savereide et Rachel Croto s’imposent[17].
- Finlande: Yrjö Aukusti Rantanen remporte le championnat[18].
- France : Nicolas Giffard remporte le championnat [19]. Chez les femmes, Milinka Merlini s’impose[20].
- Inde : Rafiq Khan remporte le championnat[21].
- Iran : Pas de championnat[22].

- Pays-Bas : Jan Timman et Genna Sosonko remportent le championnat [23]. Chez les femmes, c’est Katy van der Mije qui s’impose.
- Pologne : Adam Kuligowski remporte le championnat[24].
- Royaume-Uni : Jonathan Speelman remporte le championnat[25].

- Suisse : Hansjürg Kaenel remporte le championnat [26]. Chez les dames, c’est Myrta Ludwig qui s’impose[27].
- RSS d'Ukraine : Konstantin Lerner remporte le championnat[28],[29], dans le cadre de l’U.R.S.S.. Chez les femmes, Lyubov Lysenko s’impose[30].
- République fédérative socialiste de Yougoslavie : Aleksandar Matanović remporte le championnat[31],[32]. Chez les femmes, Olivera Prokopović s’impose.

## Naissances
- Tatiana Kononenko (5 décembre), GMF ukrainienne[33]
- Maris Krakops (3 avril), GMI letton[34]
- Sergueï Movsessian
- Tal Shaked

## Nécrologie
- En 1978 : Egor Chukaev (en), Sture Lindquist (en), Abram Zamikhovsky (en), Otto Junge (en)
- 16 mars : Semion Fourman
- 19 mars : Carlos Torre Repetto
- 21 mars : Béla Sándor (en)
- 19 avril : Willy Popp
- 11 juin : Pertti Poutiainen (en)
- 3 septembre : Royal Goode (en)
- 7 octobre : Claude Hugot
- 16 octobre : Isador Samuel Turover (en)
- 17 octobre : Gösta Danielsson (en)
- 12 décembre : Ilia Kan
- 23 décembre : Ilya Maizelis (en)